# Giuseppe Vernazza
Giuseppe Vernazza, baron de Freney, né le 10 janvier 1745 à Alba et mort à Turin le 13 mars 1822, est un antiquaire et philologue italien.

## Biographie
Giuseppe Vernazza nait à Alba (Alba Pompeia), le 10 janvier 1745, d’Antonio Vernazza, médecin distingué. Le jeune Vernazza fait ses études littéraires à Turin ; et à l’âge de vingt ans, il est gradué docteur en droit à l’université de cette ville. Employé ensuite dans divers ministères, il sait se faire apprécier ses supérieurs, notamment par Giovanni Battista Lorenzo Bogino, dont il s’acquiert l’estime. En 1773, lors de la suppression de la Compagnie de Jésus, on lui confie la garde des archives de cette compagnie. C'est lui qui rédige l’édit du recensement ordonné par Victor-Amédée III, pour procéder à une égale répartition de l’impôt. L’Adelaide illustrata de Gian Tommaso Terraneo, le premier historien qui ait répandu quelque lumière sur la généalogie des princes de la maison de Savoie, est l’ouvrage qui détermine Vernazza à diriger ses recherches sur les antiquités de son pays. Il ne borne pas là son activité : les antiquités romaines deviennent bientôt l’objet de ses travaux. La découverte d’un monument sépulcral trouvé dans le lit du Tanaro, près de la ville d’Albe, et portant les noms de Germanus et de Marcella, lui fait composer un opuscule latin sur ces personnages et sur le temps où ils vivaient. Le laconisme de Vernazza a son principe dans les vues qui le dirigent : son dessein est de ne produire que ce qui lui appartient en propre. Dans cet esprit, il recherche avec soin les sources historiques encore intactes ; et il est, par exemple, tellement versé dans la généalogie des familles dont il s’est instruit, qu’il y signale toujours quelque chose d’inconnu. Il en donne des exemples dans plusieurs Vies qu’il écrit, telles que celles de George Benvenuti, de Pietrino Belli, de Macrino, de Joffredi, etc., mais surtout dans ses recherches sur les peintres anciens. On lui doit, sur ce dernier point, la connaissance des véritables origines de la peinture à l’huile, en Piémont, sous Amédeé V. Les commencements de l’art typographique sont aussi l’objet de recherches spéciales et analogues à ses goûts. On observe que la connaissance des premiers livres imprimés est propre à fournir lumières utiles à l’histoire littéraire et à la critique, soit parce que le temps a détruit des exemplaires d’après lesquels certains livres ont été décrits, soit à cause des intercalations que des modernes se sont permises dans quelques ouvrages anciens, qu’ils ont ainsi dénaturés. Les opuscules de Vernazza sur la typographie laissent loin derrière lui, dans la partie qu’il a traité, les travaux de Meerman et de Maittaire. Pendant plus de trente années, il s’attache à consacrer ainsi tous les événements un peu remarquables de son pays, et la mémoire de tous ses compatriotes. Ne possédant qu’une fortune médiocre, il a encore augmenté sa gêne par ses acquisitions de livres rares et de monuments relatifs à ses études. Sa position devient surtout pénible lorsque le Piémont tombe au pouvoir des Français. Ayant fait alors un voyage à Rome et à Naples, il ne peut à son retour éviter la persécution. Déclaré suspect, il est mis en surveillance et sous la garde d’un soldat. Mais par les soins généreux de quelques amis, rendu enfin à la liberté, il est proposé, sous l’empire, à la bibliothèque publique de Turin, avec la charge d’enseigner l’histoire et les lettres. Il remplit avec soin les fonctions de bibliothécaire et rend de grands services à des savants étrangers, par d’exactes descriptions de manuscrits qu’il leur procure. On n’en citera ici qu’un exemple. Le fameux manuscrit de l’Imitation de Jésus Christ, d’Arone, sans date mais sous le nom d’un abbé Jean Gessen ou Gersen, se trouvait alors à la bibliothèque de Turin. Non-seulement il concourt à la description qu’en donne le comte Napione ; mais, d’après la lecture des Considérations sur l’auteur de l’Imitation (en faveur de J. Gersen), par Gence, il fait calquer et graver six pages de ce manuscrit, et envoie les planches du fac-simile à celui-ci, pour en joindre le spécimen à l’édition latine de l’Imitation, et mettre ainsi les bibliographes à portée de juger définitivement de l’antiquité du manuscrit d’Arone. Remplacé, après la Restauration, dans son emploi de bibliothécaire, il est rappelé à l’enseignement par le ministre de l’intérieur, Prospero Balbo, protecteur éclairé des arts et des sciences. Vernazza se livre dès lors avec une ardeur nouvelle à ses travaux, et publie des écrits nombreux, parmi lesquels on distingue son mémoire concernant une lettre militaire de l’empereur Hadrien, écrite sur une table d’airain, découverte peu auparavant dans l’île de Sardaigne. La dernière communication qu’il fait à l’Académie des sciences de Turin est une dissertation sur Laure et sur Ardenti, peintre du duc de Savoie, Emmanuel-Philibert, et sur l’interprétation de l’ingénieux symbole par lequel le Tasse a célébré l’union de ces deux personnages. On croit que cette dissertation est un fragment d’un travail étendu sur le règne de Charles-Emmanuel Ier. Le surlendemain de sa lecture, Vernazza se met au lit, affligé d’une dysurie qui fait de rapides progrès, et à laquelle il succombe le 13 mai 1822. Il a été nommé, en 1780, secrétaire d’État pour les affaires intérieures. En 1790, il fait, par ordre du roi, un voyage en Savoie, pour rechercher dans les diverses archives, les documents relatifs à l’origine et à l’histoire de la maison de Savoie, dont il avait été chargé. En 1816, il est créé conseiller du roi et du prince de Carignan.

## Œuvres
Il serait difficile de donner une liste complète des productions de Vernazza, fruit de soixante ans de travaux soutenus : nous en avons indiqué les principales dans le cours de cet article ; il suffira de désigner ceux de ses autres écrits qui offrent le plus d’intérêt ; tels sont les suivants : Éloges du comte Tana et du P. Paciaudi. – Dissertation sur les monnaies de Suze. – Divers mémoires communiqués à Tiraboschi et au P. Affò. – Les articles historiques du Piémont, insérés dans le Dictionnaire géographique imprimé à Turin. – Catalogue des manuscrits en parchemin des archives des Dominicains et de Ste-Marie Madeleine, à Alba. – Recherches sur le culte de St-Théobald. – Vie du comte Camerano. – Essai sur les anciens peintres à l’huile du Piémont. – De l’antiquité du siège épiscopal d’Alba, avec les vies de quelques-uns des évêques de cette ville, au nombre desquelles est celle du poète Vida. – Éloge du comte d’Orbassan. – Eléments de géographie, à l’usage du Piémont. – Dissertation sur la patrie de Christophe Colomb. – Vie de Jean-Baptiste de Savoie. – Histoire des ordres réunis des SS. Maurice et Lazare. – Mémoire sur l’ordre de l’Annonciade, et explication de la dévise F.E.R.T. – Enfin, un très-grand nombre d’inscriptions latines. Au moment où ce laborieux écrivain a été enlevé aux lettres, il s’occupait de la publication d’une Histoire typographique du Piémont. Le savant professeur Carlo Boucheron a lu, en langue latine, à l’Académie des sciences de Turin, dans la séance du 23 juin 1822, un Éloge historique de Vernazza, où nous avons puisé une grande partie des détails dans lesquels nous sommes entrés.